# Continental Basketball Association
CBA, Continental Basketball Association – Kontynentalne stowarzyszenie koszykówki to profesjonalna męska liga koszykówki w Stanach Zjednoczonych. Liga ta rozwijała talenty do NBA, poprzez powiązania z zespołami tej ligi. Liga została założona w 1946 roku. Swoją działalność zakończyła w 2009 roku. W trakcie jej istnienia zmieniano jej nazwę trzykrotnie.

## Lista drużyn CBA

### Lista klubów
- Albany Patroons (1982/83-1992, 2005/06-2008/09)
- Albuquerque Silvers (1980/81-84/85, jako Alberta Dusters od 1980/81-81/82; jako Las Vegas Silvers – 1982/83; przeniesieni do Albuquerque podczas rozgrywek 1982/83)
- Allentown Jets (19558-79, jako Wilmington Jets – 1957-58; jako Lehigh Valley Jets – 1979-81)
- Allentown Rockets (1946/47)
- Anchorage Northern Knights (1977/78-81/82)
- Asbury Park Boardwalkers (1966/67-67/68)
- Atlantic City Hi-Rollers (1977/78-81/82, jako Washington Metros – 1977/78; jako Baltimore Metros – 1978/79; przeniesieni do Utica podczas sezonu 1978/79; jako Mohawk Valley Thunderbirds – 1978/79; jako Utica Olympics – 1979/80)
- Bakersfield Jammers (1989/90-91/92, jako San Jose Jammers – 1989/90-90/91; opuścił ligę podczas rozgrywek 1991/92)
- Berwick Carbuilders (1949/50-53/54)
- Billings Volcanos (1979/80-82/83, jako Hawaii Volcanos – 1979/80)
- Brooklyn Dodgers (1977/78)
- Butte Daredevils (2006/07-07/08)
- Camden Bullets (1958/59-65/66, jako Baltimore Bullets od 1958/59-60/61)
- Camden Bullets (1970/71)
- Charleston Gunners (1974/75-1986/87)
- Cherry Hill Rookies (1973/74-74/75)
- Chicago Rockers (1994/95-95/96)
- Connecticut Gold Coast Stars (1975/76)
- Connecticut Pride (1982/83-2000/01, jako Albany Patroons od 1982/83-91/92; jako Capital Region Pontiacs 1992/93; jako Hartford Hellcats – 1993/94-94/95; rozwiązany podczas sezonu 1994/95)
- Dakota Wizards (2001/02-2005/06) (z IBA – 2000/01; do NBA Development League – 2006/07)
- Delaware Blue Bombers (1963/64-70/71, jako Wilmington Blue Bombers od 1963/64-69/70)
- East Kentucky Miners (2007/08-08/09) (do American Basketball Association – 2009/10)
- East Orange Colonials (1972/73-73/74, jako Garden State Colonials – 1972/73)
- Easton Madisons (1956/57-60/61)
- Evansville Thunder (1984/85-85/86)
- Fargo-Moorhead Beez (2001/02)
- Florida Beachdogs (1984/85-96/97, jako Tampa Bay Thrillers od 1984/85-85/86; przeniesieni do Rapid City przed play-off w sezonie 1985/86; jako Rapid City Thrillers od 1985/86-94/95)
- Fort Wayne Fury (1991/92-2000/01)
- Gary Steelheads (2000/01-2005/06) (do United States Basketball League – 2007)
- Grand Rapids Hoops (1989/90-2002/03, jako Grand Rapids Mackers od 1994/95-95/96)
- Great Falls Explorers (2006/07-2007/08)
- Great Lakes Storm (2001/02-04/05, jako Flint Fuze – 2001/02)
- Hamden Bics (1965/66-70/71, jako New Haven Elms od 1965/66-66/67 & 1968/69)
- Hamilton Pat Pavers (1970/71-73/74, jako Trenton Pat Pavers – 1970/71-71/72); jako Binghamton Flyers (1967/68-69/70), jako Bridgeport Flyers – 1967-68)
- Harrisburg Capitols (1952/53)
- Harrisburg Senators (1947/48-50/51)
- Harrisburg Patriots (1965/66-66/67)
- Harrisburg Hammerheads (1978/79-94/95, jako Maine Lumberjacks od 1978/79-82/83; jako Bay State Bombardiers od 1983/84-85/86; jako Pensacola Tornados od 1986/87-90/91; jako Birmingham Bandits – 1991/92; jako Rochester Renegade od 1992/93-93/94; opuścił ligę podczas sezonu 1994/95)
- Hartford Capitols (1966/67-73/74)
- Hartford Downtowners (1976/77)
- Hazleton Mountaineers (1946/47-47/48)
- Hazleton Mountaineers (1951/52)
- Hazleton Hawks (1953/54-61/62)
- Hazleton Bits (1971/72) (jako Cherry Hill Demons – 1971/72)
- Indiana Alley Cats (2006/07)
- Idaho Stampede (1997/98-2000/01; 2002/03-2005/06) (do NBA Development League – 2006/07)
- Jersey Shore Bullets (1972/73-78/79, jako Hamburg Bullets – 1972/73; przeniesieni do Hazleton podczas sezonu 1972/73; jako Hazleton Bullets – 1972/73-76/77; przeniesieni do Asbury Park podczas sezonu 1976/77; jako Shore Bullets – 1976/77)
- Johnstown C-J's (1965/66)
- La Crosse Bobcats (1983/84-00/01, jako Toronto Tornados – 1983/84-85/86; przeniesieni do Pensacoli podczas sezonu 1985/86; jako Pensacola Tornados – 1985/86; jako Jacksonville Jets – 1986/87; przeniesieni do Biloxi podczas sezonu 1986/87; jako Mississippi Jets od 1986/87-87/88; jako Wichita Falls Texans od 1988/89-93/94; jako Chicago Rockers od 1994/95-95/96)
- Lancaster Red Roses (1946/47-54/55; 1978/79-1989/90, jako Lancaster Rockets – 1949/50-52/53)
- Lawton-Fort Sill Cavalry (2007/08-08/09) (do Premier Basketball League – 2009/10)
- Lebanon Seltzers (1952/53-53/54)
- Long Island Sounds (1975/76)
- Long Island Ducks (1977/78)
- Maine Windjammers (1983/84-85/86, jako Portoryko Coquis od 1983/84-84/85)
- Miami Majesty (2007/08)
- Michigan Mayhem (2004/05-05/06)
- Minot SkyRockets (2006/07-08/09)
- Montana Golden Nuggets (1980/81-82/83)
- New York-Harlem Yankees (1955/56, zajęli miejsce Trenton Capitols podczas sezonu)
- Oklahoma City Cavalry (1990/91-96/97)
- Omaha Racers (1982/83-96/97, jako Wisconsin Flyers od 1982/83-86/87; jako Rochester Flyers od 1987/88-88/89)
- Philadelphia Lumberjacks (1947/48)
- Pittsburgh Pirianas (1994/95)
- Pittsburgh Xplosion (2006-07-2008/09)
- Pottsville Packers (1946/47-51/52, jako Binghamton Triplets – 1946/47; przeniesieni do Pottsville podczas sezonu 1946/47; jako Pottsville Pros – 1946/47)
- Quad City Thunder (1987/88-2000/01)
- Quincy Chiefs (1977/78)
- Pittsburgh Piranhas (1983/84-94/95, jako Louisville Catbirds od 1983/84-84/85; jako La Crosse Catbirds od 1985/86-93/94)
- Providence Shooting Stars (1977/78)
- Reading Merchants (1946/47-51/52, jako Reading Keys od 1946/47-48/49; jako Reading Rangers od 1949/50-50/51)
- Reading Keys (1957/58)
- Reno Bighorns (1982/83)
- Rio Grande Valley Silverados (2007/08) (do ABA 2008/09)
- Rochester Zeniths (1978/79-82/83)
- Rockford Lightning (1975/76-2005/06, jako Lancaster Red Roses od 1975/76-79/80, jako Philadelphia Kings – 1980/81, jako Lancaster Lightning od 1981/82-84/85, jako Baltimore Lightning – 1985/86)
- San Diego Wildcards (1982/83-95/96, jako Detroit Spirits od 1982/83-85/86; jako Savannah Spirits od 1986/87-87/88; jako Tulsa Fast Breakers od 1988/89-90/91; jako Tulsa Zone – 1991/92; jako Fargo-Moorhead Fever od 1992/93-93/94; jako Mexico City Aztecas podczas sezonu 1994/95; opuścili ligę podczas sezonu 1995/96)
- Santa Barbara Islanders (1989/90)
- Saskatchewan Hawks (2001/02) (z IBA)
- Scranton Apollos (1954/55-76/77, jako Scranton Miners od 1954/55-69/70)
- Scranton Aces (1975/76-80/81, jako Wilkes-Barre Barons – 1975/76; przeniesieni do Brooklynu podczas sezonu 1975/76; jako Brooklyn Pros – 1975/76; jako Wilkes-Barre Barons od 1976-77-78/79; jako Pennsylvania Barons – 1979/80)
- Shreveport Storm (1983/84-95/96, jako Sarasota Stingers – 1983/84-84/85; jako Florida Stingers – 1985/86; jako Charleston Gunners od 1986/87-88/89; jako Columbus Horizon od 1989/90-93/94; jako Shreveport Crawdads – 1994/95)
- Sioux Falls Skyforce (1989/90-2005/06, jako Sioux Falls Sky Force od 1989/90-2000/01) (do NBA Development League – 2006/07)
- SoCal Legends (2007/08)
- Springfield Hall of Famers (1968/69, rozwiązany w trakcie sezonu)
- Sunbury Mercuries (1947/48-70/71)
- Syracuse Centennials (1976/77, rozwiązany w trakcie sezonu)
- Trenton Capitols (1955/56, zastąpienie przez New York-Harlem Yankees podczas sezonu)
- Trenton Colonials (1961/62-68/69)
- Trenton Capitols (1975/76)
- Tri-City Chinook (1982/83-86/87, 1988/89-94/95, jako Ohio Mixers od 1982/83-83/84; jako Cincinnati Slammers od 1984/85-86/87; jako Cedar Rapids Silver Bullets od 1988/89-90/91)
- Utah Eagles (2006/07, opuścił ligę w połowie sezonu)
- Vancouver Dragons (2007/08-09/10) (nie rozegrał żadnego spotkania)
- Wilkes-Barre Aces (1952/53) (z Pottsville Packers, opuścił ligę z połowie sezonu)
- Wilkes-Barre Barons (1946/47, 1954/55-73/74)
- Williamsport Billies (1947/48-63/64)
- Wyoming Wildcatters (1982/83-87/88)
- Yakama Sun Kings (1985/86-00/01, 2002/03-2007/08, jako Kansas City Sizzlers – 1985/86; jako Topeka Sizzlers od 1986/87-89/90; jako Yakima Sun Kings – 1990/91-2000/01, 2002/03-04/05)
- York Victory A.C. (1948/49-1949/50), później jako York Professionals (1950/51), następnie jako York Cleaners (1951/52), przeniesienie w połowie sezonu – Ashland Greens, przeniesienie ponownie w połowie sezonu – Hazleton Mountaineers
- Hawaje Volcanos (1991/92)
- Portoryko Coquis (1983/84-1985/86)

## Mistrzowie CBA

### Eastern Pennsylvania Basketball League
- 1946–47 Wilkes-Barre Barons – Lancaster Red Roses 2-1
- 1947–48 Reading Keys – Hazleton Mountaineers 2-1

### Eastern Professional Basketball League
- 1948–49 Pottsville Packers – Harrisburg Senators 2-1
- 1949–50 Williamsport Billies – Harrisburg Senators 2-1
- 1950–51 Sunbury Mercuries – York Victory A.C. 2-0
- 1951–52 Pottsville Packers – Sunbury Mercuries 2-1
- 1952–53 Williamsport Billies – Berwick Carbuilders 2-1
- 1953–54 Williamsport Billies – Lancaster Red Roses 2-1
- 1954–55 Wilkes-Barre Barons – Hazelton Hawks 2-1
- 1955–56 Wilkes-Barre Barons – Williamsport Billies 3-1
- 1956–57 Scranton Miners – Hazelton Hawks 2-1
- 1957–58 Wilkes-Barre Barons – Easton Madisons 2-1
- 1958–59 Wilkes-Barre Barons – Scranton Miners 2-1
- 1959–60 Easton Madisons – Baltimore Bullets 2-1
- 1960–61 Baltimore Bullets – Allentown Jets 1-0
- 1961–62 Allentown Jets – Williamsport Billies 2-1
- 1962–63 Allentown Jets – Wilkes-Barre Barons 2-1
- 1963–64 Camden Bullets – Trenton Colonials 2-0
- 1964–65 Allentown Jets – Scranton Miners 2-1
- 1965–66 Wilmington Blue Bombers – Wilkes-Barre Barons 2-1
- 1966–67 Wilmington Blue Bombers – Scranton Miners 2-1
- 1967–68 Allentown Jets – Wilkes-Barre Barons 3-2
- 1968–69 Wilkes-Barre Barons – Wilmington Blue Bombers 3-2
- 1969–70 Allentown Jets – Wilmington Blue Bombers 3-2

### Eastern Basketball Association
- 1970–71 Scranton Apollos – Hamden Bics 3-1
- 1971–72 Allentown Jets – Scranton Apollos 3-2
- 1972–73 Wilkes-Barre Barons – Hartford Capitols 3-2
- 1973–74 Hartford Capitols – Allentown Jets 3-2
- 1974–75 Allentown Jets – Hazelton Bullets 2-1
- 1975–76 Allentown Jets – Lancaster Red Roses 3-2
- 1976–77 Scranton Apollos – Allentown Jets 3-1
- 1977–78 Wilkes-Barre Barons – Lancaster Red Roses 3-2

### Continental Basketball Association
- 1978–79 Rochester Zeniths – Anchorage Northern Knights 4-0
- 1979–80 Anchorage Northern Knights – Rochester Zeniths 4-3
- 1980–81 Rochester Zeniths – Montana Golden Nuggets 4-0
- 1981–82 Lancaster Lightning – Billings Volcanos 4-1
- 1982–83 Detroit Spirits – Montana Golden Nuggets 4-3
- 1983–84 Albany Patroons – Wyoming Wildcatters 3-2
- 1984–85 Tampa Bay Thrillers – Detroit Spirits 4-3
- 1985–86 Tampa Bay Thrillers – La Crosse Catbirds 4-1
- 1986–87 Rapid City Thrillers – Rockford Lightning 4-1
- 1987–88 Albany Patroons – Wyoming Wildcatters 4-3
- 1988–89 Tulsa Fast Breakers – Rockford Lightning 4-0
- 1989–90 La Crosse Catbirds – Rapid City Thrillers 4-1
- 1990–91 Wichita Falls Texans – Quad City Thunder 4-3
- 1991–92 La Crosse Catbirds – Rapid City Thrillers 4-3
- 1992–93 Omaha Racers – Grand Rapids Hoops 4-2
- 1993–94 Quad City Thunder – Omaha Racers 4-1
- 1994–95 Yakima Sun Kings – Pittsburgh Piranhas 4-2
- 1995–96 Sioux Falls Skyforce – Fort Wayne Fury 4-1
- 1996–97 Oklahoma City Cavalry – Florida Beachdogs 4-2
- 1997–98 Quad City Thunder – Sioux Falls Skyforce 4-3
- 1998–99 Connecticut Pride – Sioux Falls Skyforce 4-1
- 1999–2000 Yakima Sun Kings 109 – La Crosse Bobcats 93
- 2000–2001 Idaho Stampede (17-7) – Connecticut Pride (15-9) – przewodzili dywizjom, kiedy liga zawiesiła działalność.
- 2001–2002 Dakota Wizards 116 – Rockford Lightning 109
- 2002–2003 Yakima Sun Kings 117 – Grand Rapids Hoops 107
- 2003–2004 Dakota Wizards 132 – Idaho Stampede 129
- 2004–2005 Sioux Falls Skyforce – Rockford Lightning 3-1
- 2005–2006 Yakama Sun Kings – Gary Steelheads 2-1
- 2006–2007 Yakama Sun Kings – Albany Patroons 3-0
- 2007–2008 Oklahoma Cavalry – Minot Skyrockets 3-2
- 2008–2009 Lawton-Fort Sill Cavalry – Albany Patroons 2-1

### Mistrzowie według zdobytych tytułów
| Zespoły                                            | Wygrane | Przegrane | Razem | Mistrzostwa                                    | Finał                    |
| -------------------------------------------------- | ------- | --------- | ----- | ---------------------------------------------- | ------------------------ |
| Wilkes-Barre Barons                                | 8       | 3         | 11    | 1947, 1955, 1956, 1958, 1959, 1969, 1973, 1978 | 1963, 1966, 1968         |
| Allentown Jets                                     | 8       | 3         | 11    | 1962, 1963, 1965, 1968, 1970, 1972, 1975, 1976 | 1961, 1974, 1977         |
| Scranton Miners/Apollos                            | 3       | 4         | 7     | 1957, 1971, 1977                               | 1959, 1965, 1967, 1972   |
| Williamsport Billies                               | 3       | 2         | 5     | 1950, 1953, 1954                               | 1956, 1962               |
| Baltimore Bullets/Camden Bullets/Hartford Capitols | 3       | 2         | 5     | 1961, 1964, 1974                               | 1960, 1973               |
| Nazwy drużyn                                       | 0       | 0         | 0     | Lata mistrzowskie                              | Lata przegranych finałów |

## Nagrody
| MVP - 1950 - Bill Zubic (Lancaster) - 1951 - Jerry Rullo (Sunbury) - 1952 - Chink Crossin (Pottsville) - 1953 - Jack McCloskey (Sunbury) - 1954 - Jack McCloskey (Sunbury) - 1955 - Sherman White (Hazleton) - 1956 - Jack Molinas (Williampsort) - 1957 - Hal Lear (Easton) - 1958 - Larry Hennessey (Wilkes-Barre) - 1959 - Bill Spivey (Wilkes-Barre) - 1960 - Stacey Arceneaux (Scranton) - 1961 - Boo Ellis (Wilkes-Barre) - 1962 - Roman Turmon (Allentown) - 1963 - Paul Arizin (Camden) - 1964 - Andy Johnson (Allentown) - 1965 - Walt Simon (Allentown) - 1966 - Julius McCoy (Scranton) - 1967 - Willie Murrell (Scranton) - 1968 - Ken Wilburn (Trenton) - 1969 - Stan Pawlak (Wilkes-Barre) - 1970 - Waitye Bellamy (Wilmington) - 1971 - Willie Somerset (Scranton) - 1972 - Hawthorne Wingo (Allentown) - 1973 - Ed Johnson (Hartford) - 1974 - Ken Wilburn (Allentown) - 1975 - Jerry Baskerville (Hazleton) - 1976 - Charlie Criss (Scranton) - 1977 - Charlie Criss (Scranton) - 1978 - Paul McCracken (Wilkes-Barre) - 1979 - Andre McCarter (Rochester) - 1980 - Ron Davis (Anchorage) - 1981 - Willie Smith (Montana) - 1982 - Ron Valentine (Montana) - 1983 - Robert Smith (Montana) - 1984 - Geff Crompton (Portoryko) - 1985 - Steve Hayes (Tampa Bay) - 1986 - Michael Young (Detroit) - 1987 - Joe Binion (Topeka) - 1988 - Michael Brooks (Albany) - 1989 - Anthony Bowie (Quad City) - 1990 - Vincent Askew (Albany) - 1991 - Vincent Askew (Albany) - 1992 - Barry Mitchell (Quad City) - 1993 - Derek Strong (Quad City) - 1994 - Ronnie Grandison (Rochester) - 1995 - Eldridge Recasner (Yakima) - 1996 - Shelton Jones (Floryda) - 1997 - Dexter Boney (Floryda) - 1998 - Jimmy King (Quad City) - 1999 - Adrian Griffin (Connecticut) - 2000 - Jeff McInnis (Quad City) - 2001 - bd - 2002 - Miles Simon (Dakota) - 2003 - Andy Panko (Dakota) - 2004 - Josh Davis (Idaho) - 2005 - Sam Clancy (Idaho) - 2006 - Anthony Goldwire (Yakama) - 2007 - Galen Young (Yakama) - 2008 - Daryan Selvy (Oklahoma) - 2009 - bd | MVP Play-off/Finałów - 1976 - Willie Sojourner (Lancaster) Greg Jackson (Allentown) - 1977 - Ron Haigler (Scranton) - 1978 - Phil Brown (Wilkes-Barre) - 1979 - Larry Fogle (Rochester) Larry McNeill (Rochester) - 1980 - Steve Hayes (Anchorage) - 1981 - Lee Johnson (Rochester) - 1982 - Ed Sherod Lancaster) - 1983 - Tico Brown (Detroit) - 1984 - Andre Gaddy (Albany) - 1985 - Freeman Williams (Tampa Bay) - 1986 - Rod Higigins (Tampa Bay) - 1987 - Cinton Wheeler (Tampa Bay) - 1988 - Tod Murphy (Albany) - 1989 - Dexter Shouse (Tulsa) - 1990 - Andre Turner (La Crosse) - 1991 - Ennis Whatley (Wichita Falls) - 1992 - David Rivers (La Crosse) - 1993 - Jim Thomas (Omaha) - 1994 - Chris Childs (Quad City) - 1995 - Aaron Swinson (Yakima) - 1996 - Henry James (Sioux Falls) - 1997 - Elmer Bennett (Oklahoma City) - 1998 - Byron Houston (Quad City) - 1999 - Adrian Griffin (Connecticut) - 2000 - Silas Mills (Yakima Sun Kings) - 2001 - bd - 2002 - Miles Simon (Dakota) - 2003 - Darrick Martin (Yakima) - 2004 - Maurice Carter (Dakota) - 2005 - Corsley Edwards (Sioux Falls) - 2006 - Anthony Goldwire (Yakama) - 2007 - Eddy Barlow (Yakama) - 2008 - Brandon Dean (Oklahoma) - 2009 - Shawn Daniels (Lawton-Fort) |

## 50th Anniversary Teams
Podczas obchodów 50. lat istnienia ligi wybrano zespoły najlepszych zawodników – 50th Anniversary Teams. Do jednego z nich wybrano graczy, którzy występowali w lidze, kiedy ta funkcjonowała jeszcze jako EPBL oraz EBA, do drugiego natomiast tych z okresu CBA. 
| EPBL / EBA       | EPBL / EBA |
| Wybrany          | Pozycja    |
| ---------------- | ---------- |
| Charlie Criss    | G          |
| Hal Lear         | G          |
| Jack McCloskey   | G          |
| Stacey Arceneaux | F          |
| Stan Pawlak      | G          |
| Bill Chanecka    | F          |
| Tom Hemans       | F          |
| Julius McCoy     | F          |
| Roman Turmon     | C          |
| Ken Wilburn      | C          |
| Stan Novak       | Trener     |

Inni nominowani: Paul Arizin, Waite Bellamy, Jim Boeheim, George Bruns, Joe Caokovio, John Chaney, Wally Choice, Rich Cornwall, Chick Craig, Mack Daughtry, Alex Ellis, Dick Gaines, Art Heyman, Jim Huggard, Bob Keller, George Lehmann, Brendan McCann, Bob McNeill, Jack Ramsay, John Richter, Jerry Rullo, Chink Scott, Bill Zubic.

| CBA             | CBA     |
| Wybrany         | Pozycja |
| --------------- | ------- |
| Tico Brown      | G       |
| Glenn Hagan     | G       |
| Robert Smith    | G       |
| Clinton Wheeler | G       |
| Vincet Askew    | F       |
| Don Collins     | F       |
| Ron Davis       | F       |
| Derrick Rowland | F       |
| Claude Gregory  | C       |
| Charles Jones   | C       |
| Mauro Panaggio  | Trener  |

Inni nominowani: Geoff Crompton, Joe Dawson, Larry Fogle, Jacky Dorsey, Ronnie Grandison, Mario Elie, Steve Hayes, Cedric Hunter, Phil Jackson, Lee Johnson, George Karl, Tim Legler, Sidney Lowe, Bill Musselman, Kenny Natt, Ed Nealy, Mike Sanders, DeWayne Scales, Al Smith, Larry Spriggs, Andre Turner, A.J. Wynder.